# Ацингер, Петар
Петар Ацингер (хорв. Petar Acinger; 18 июня 1893, Иванич-Град — 25 марта 1950, Загреб) — хорватский издатель. В первую очередь известен за счет собственной типографии, которая и на данный момент остается одной из крупнейших в Хорватии, выпуская различные учебники, пособия и книги по нуждам людей. О его прошлом до этого момента практически ничего неизвестно, как и неизвестно откуда он взял деньги на эту самую типографию.

## Биография
Родился в семье мигрантов из Австрии. В 1929 году купил типографию, где первое время работал под псевдонимом К. Альбрехт, в честь литографа и издателя Карла Альбрехта. В 1947 году после привлечения в типографию инвестиций отказался от использования прозвища и устроился на работу в издательства «Vjesnik» и «Ognjen Prica». Тем временем, в его собственной типографии появились книжная мастерская и оборудование для литографии. Помимо книг и учебников Ацингер издавал коммерческую литературу, театральные буклеты и пропагандистские материалы.